# چوکوروا
چوکوروا (چُقُرآباد)(به ترکی استانبولی: Çukurova) نام منطقه‌ای است در جنوب باختری ترکیه و دربرگیرندهٔ استان‌های مرسین، عثمانیه و ختای. این منطقه با ۵.۸۵ میلیون سکنه یکی از پرجمعیت‌ترین منطقه‌های ترکیه شمرده‌می‌گردد. چوکوروا کنونی منطبق با سرزمین تاریخی کیلیکیه است. 

## نگارخانه

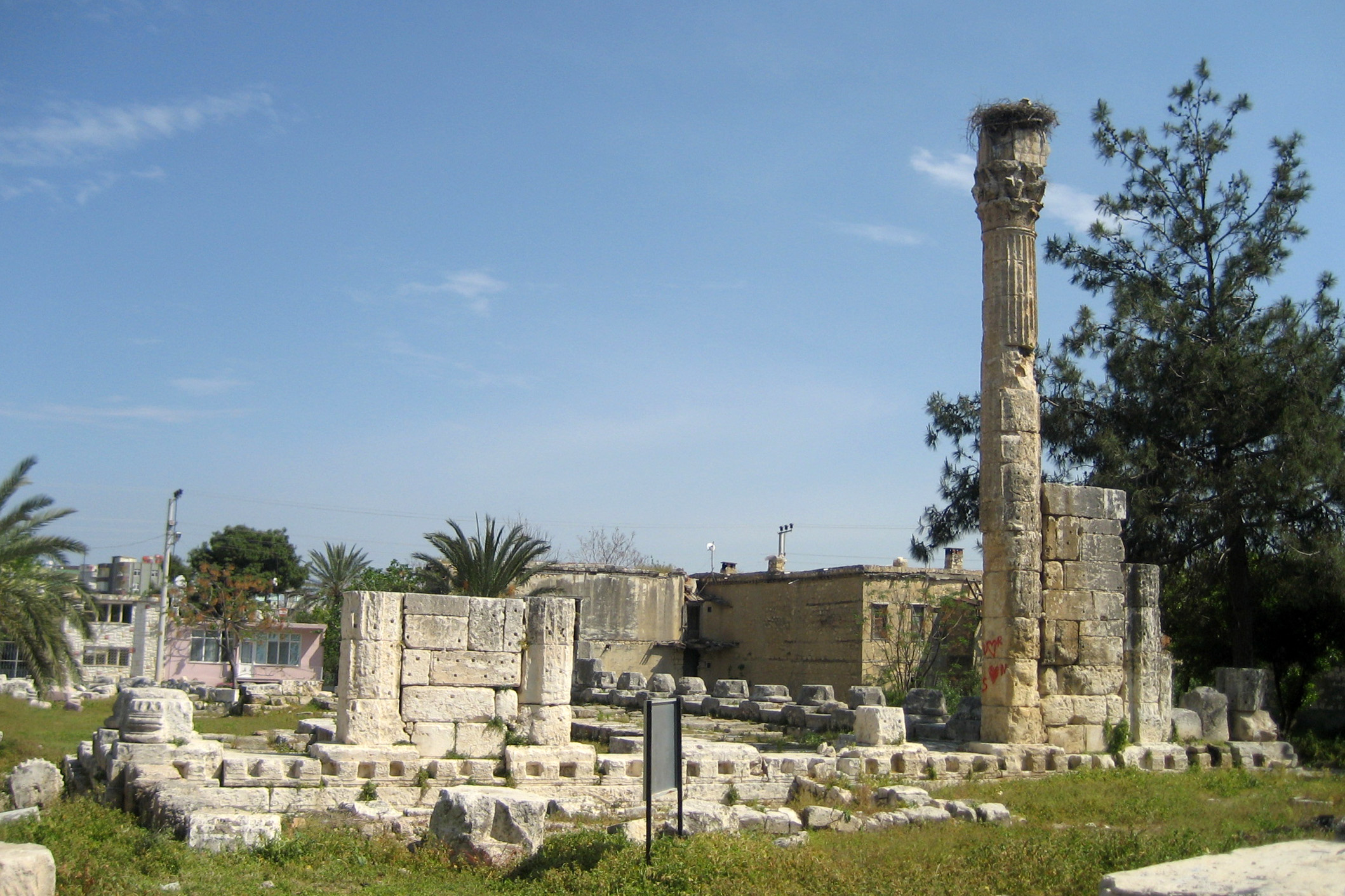
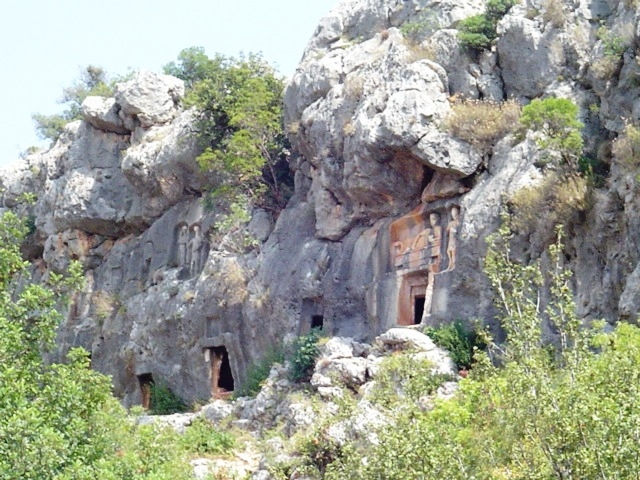
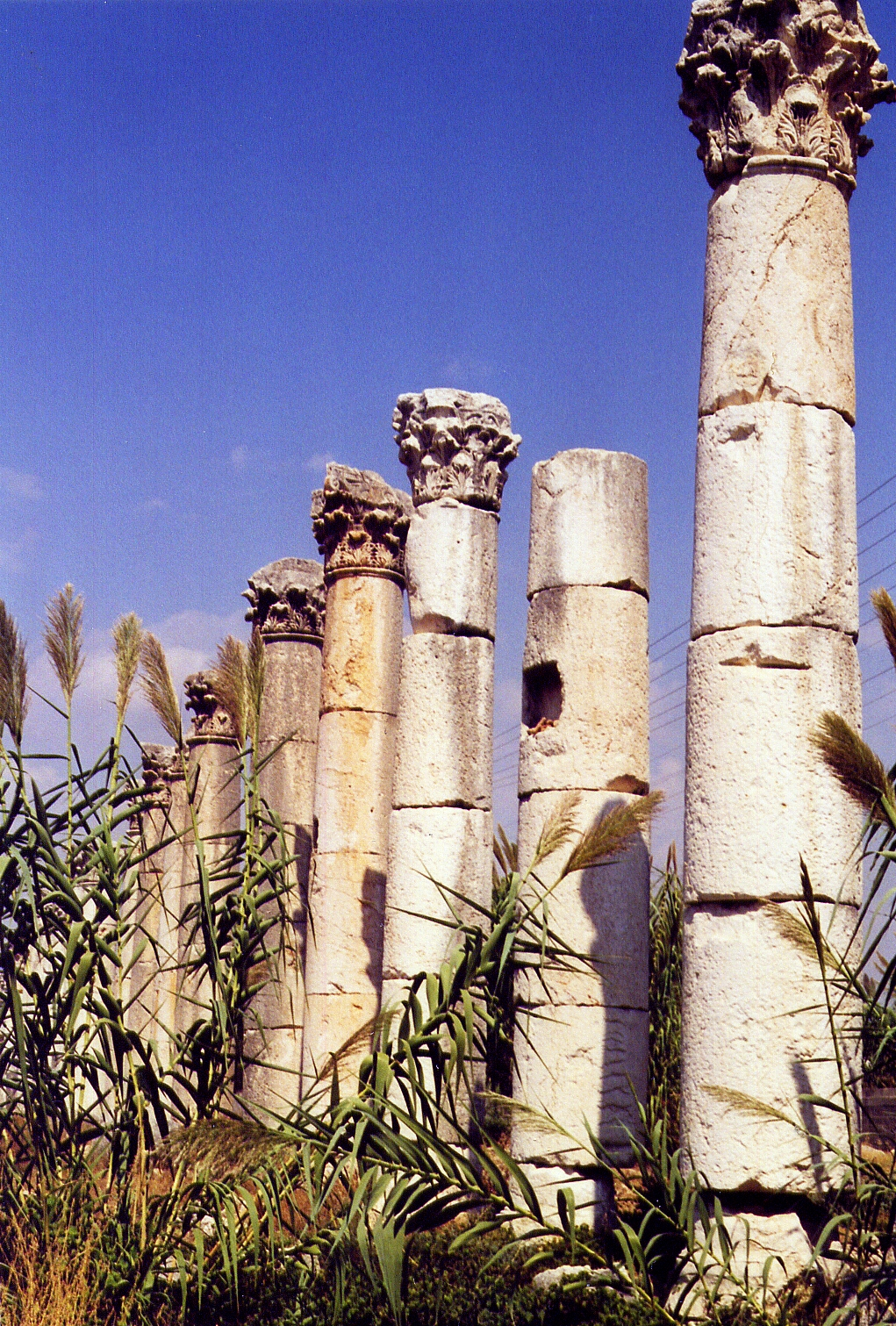
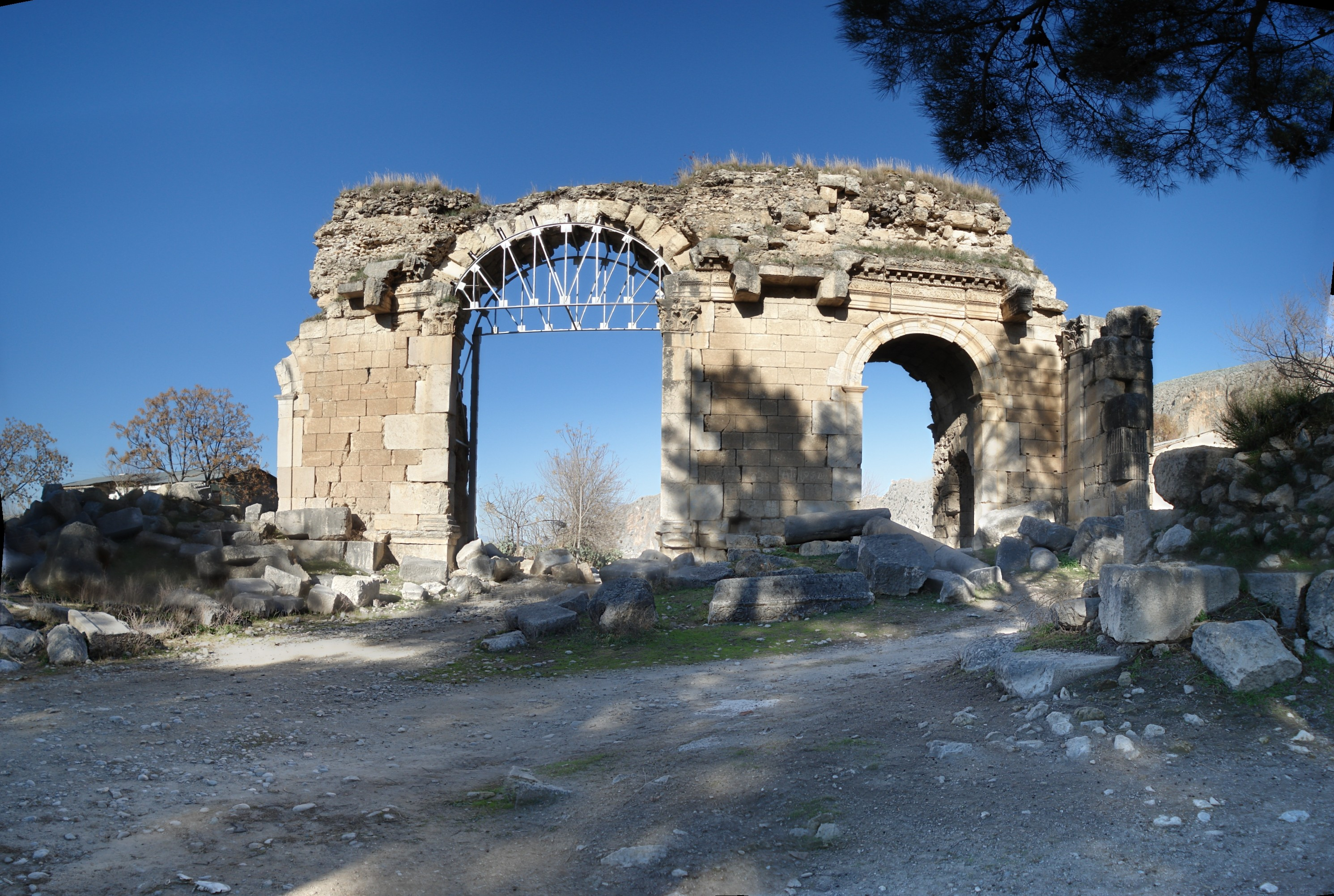
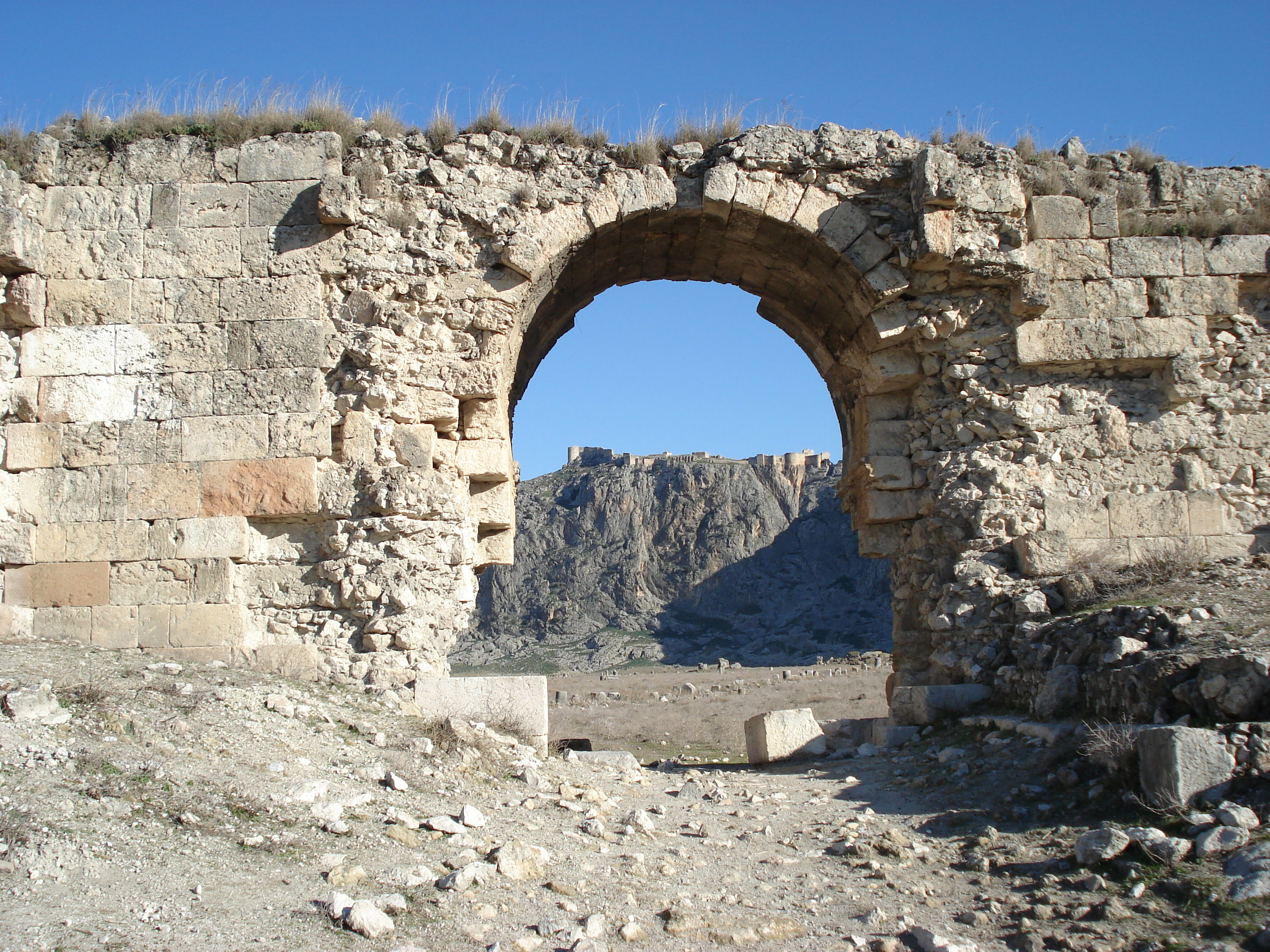
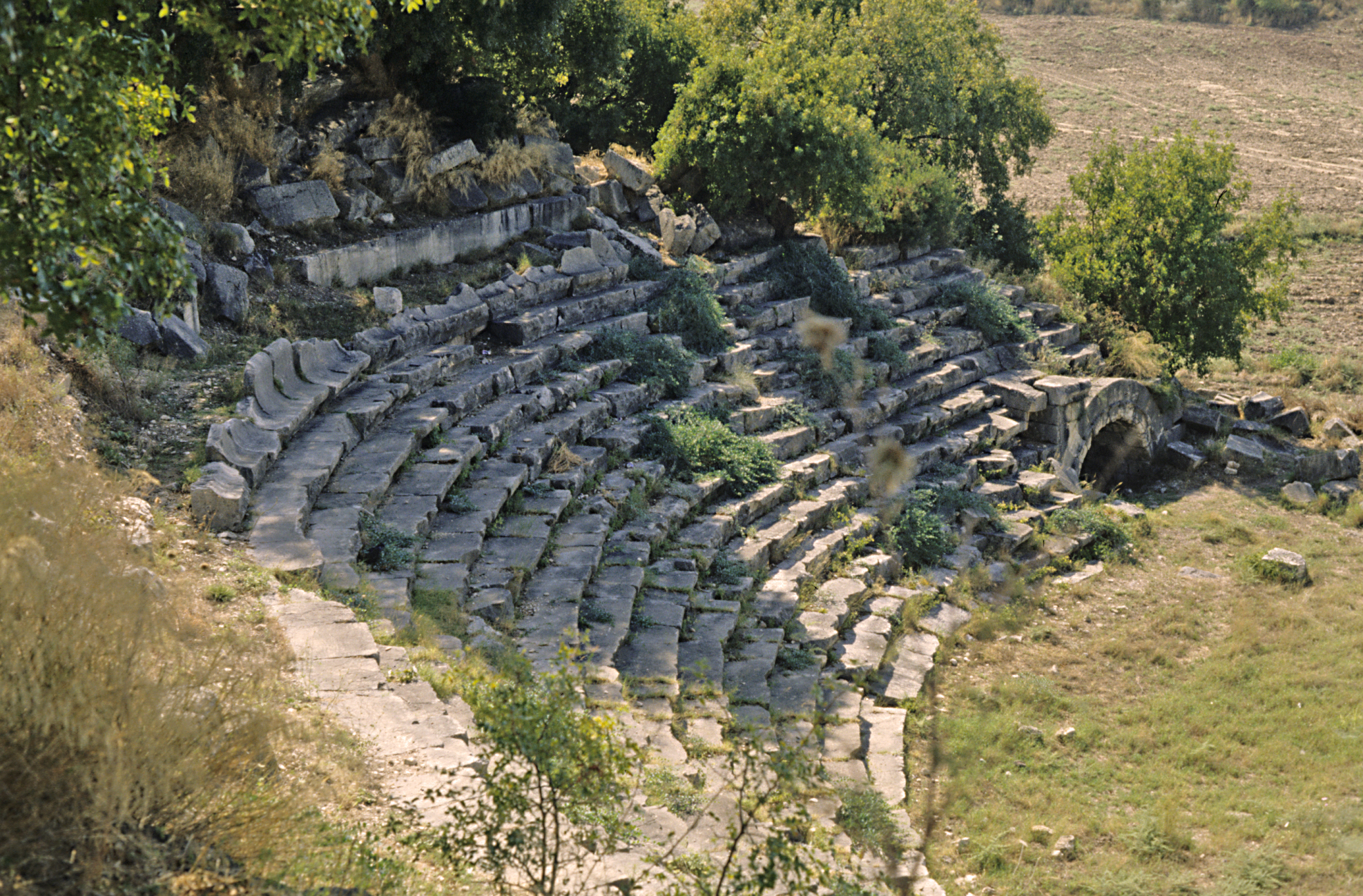
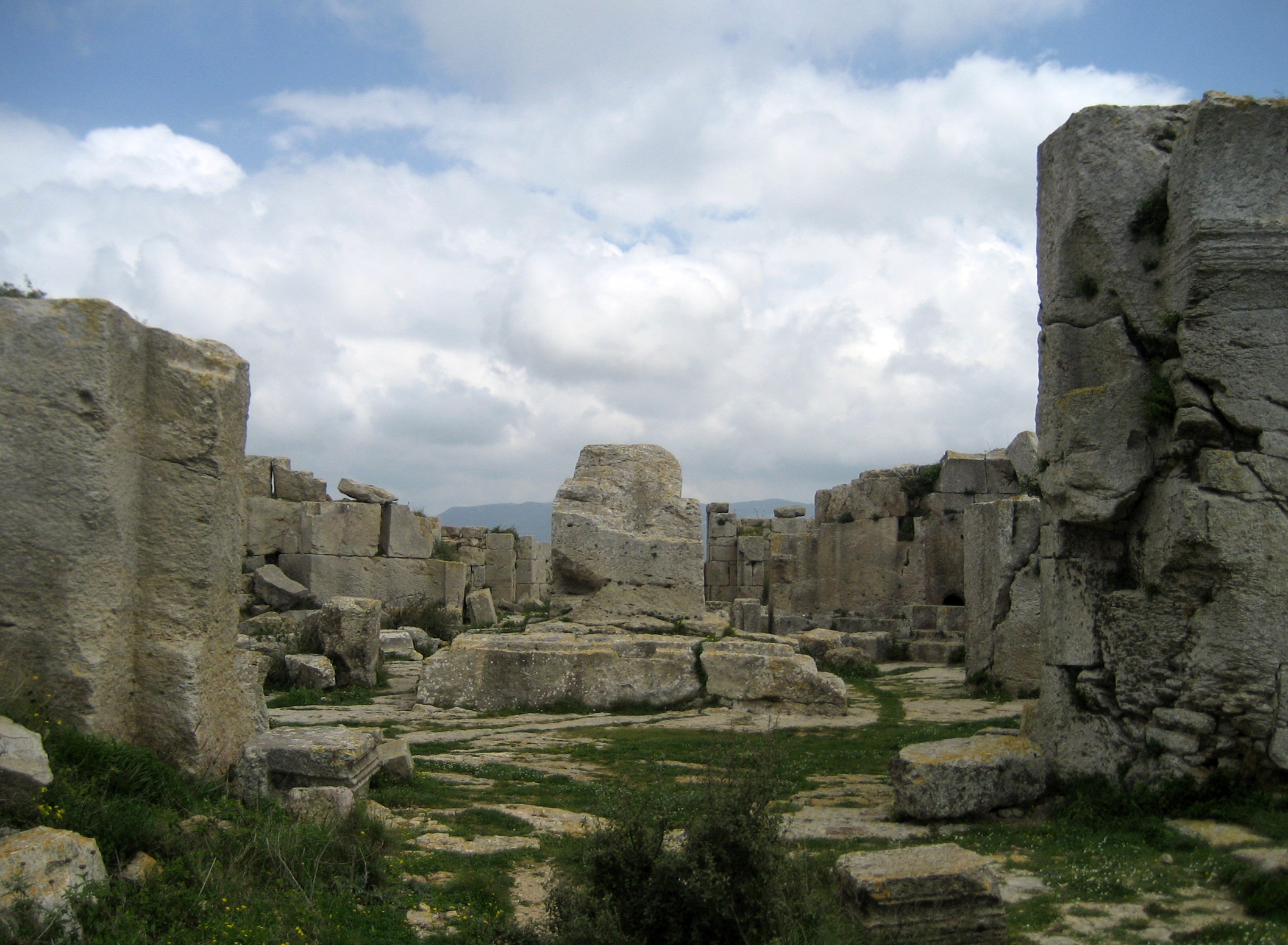
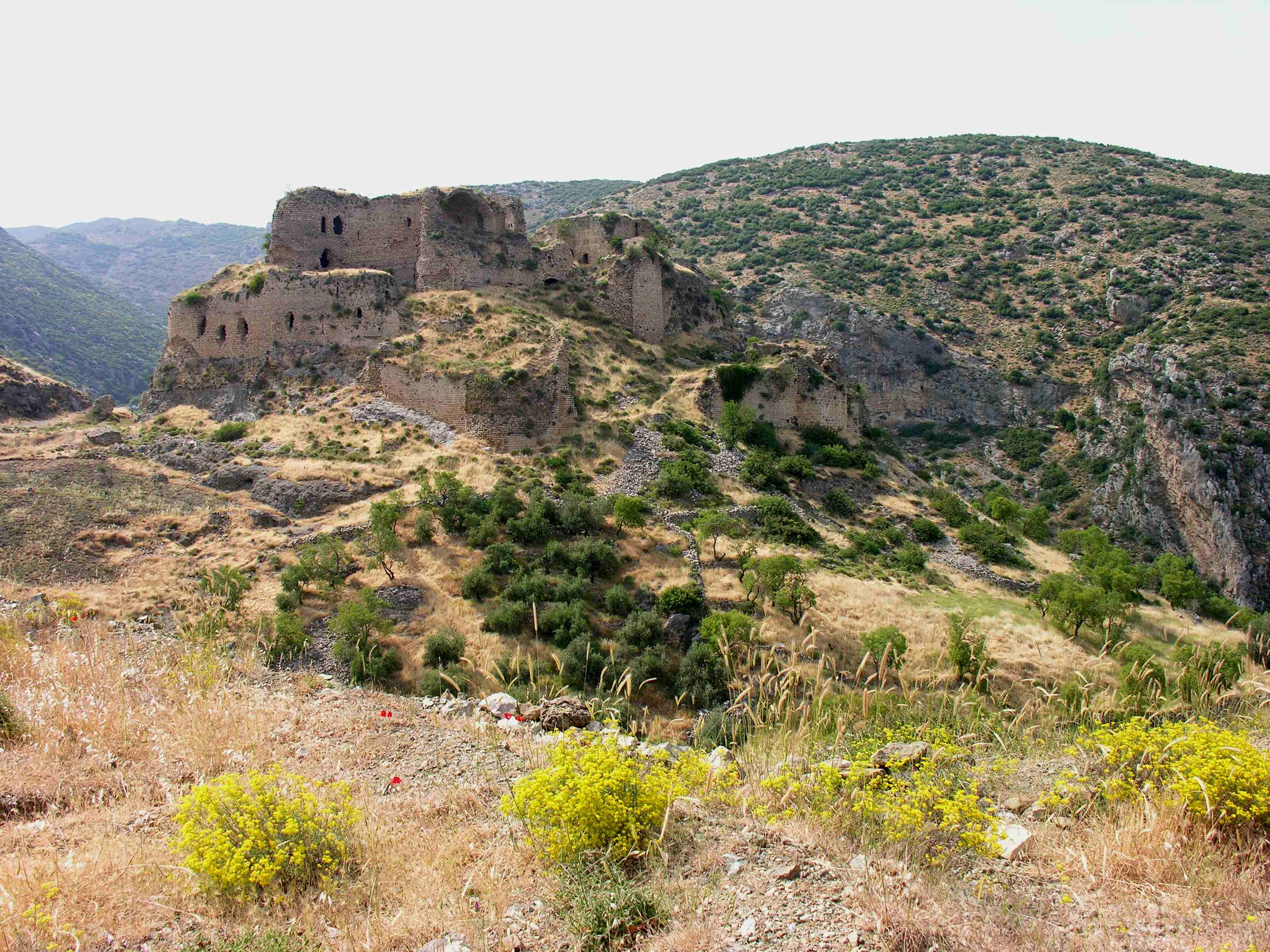